# Perna viridis
Perna viridis, conocido como mejillón verde asiático, es un molusco bivalvo perteneciente a la familia Mytilidae. Al igual que otros integrantes de la familia, tiene un hábito de vida epifaunal (vive sobre sustratos duros o endurecidos), es suspensívoro (se alimenta de partículas microscópicas por filtración).  Es de  importancia económica ya que es usada como alimento,  también puede albergar toxinas y causar daños en estructuras sumergidas, como tuberías de drenaje. Es una especie nativa de  Asia y el Pacífico, que  ha sido introducida en el Caribe y en las aguas alrededor de: Japón, América del Norte y América del Sur.

## Descripción

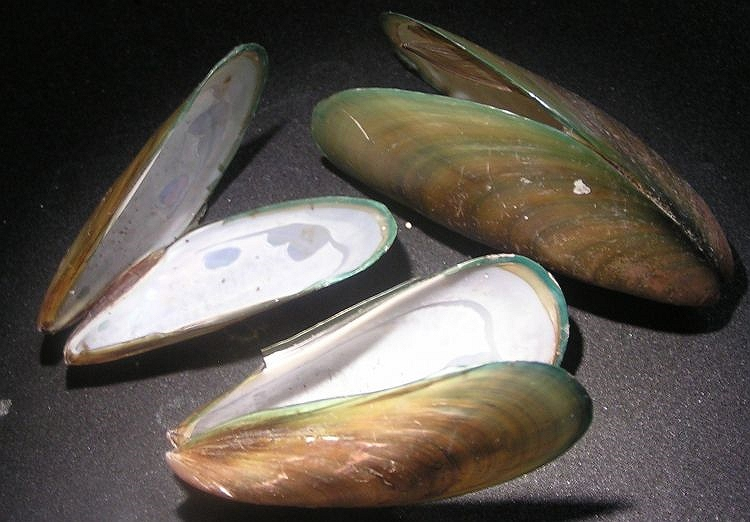
Perna viridis

P. viridis mide de 8 a 10 cm de longitud y ocasionalmente puede alcanzar los 16 cm. La conchilla consiste en dos valvas idénticas (equivalva), alargadas y lisas, caracterizadas por líneas de crecimiento concéntricas y un margen ventral ligeramente cóncavo. Cada valva está cubierta externamente por un periostraco liso y firme, de color verde brillante en los juveniles y marrón con márgenes verdes en los adultos. El interior de la conchilla tiene un brillo azul pálido.  El mejillón tiene un gran pie móvil que utiliza para trepar verticalmente en caso de estar cubierto por sedimentos. También produce biso para ayudarlo a adherirse a su sustrato.
Perna canaliculus y Perna perna son dos especies similares, nativas de las aguas de Nueva Zelanda y África respectivamente.

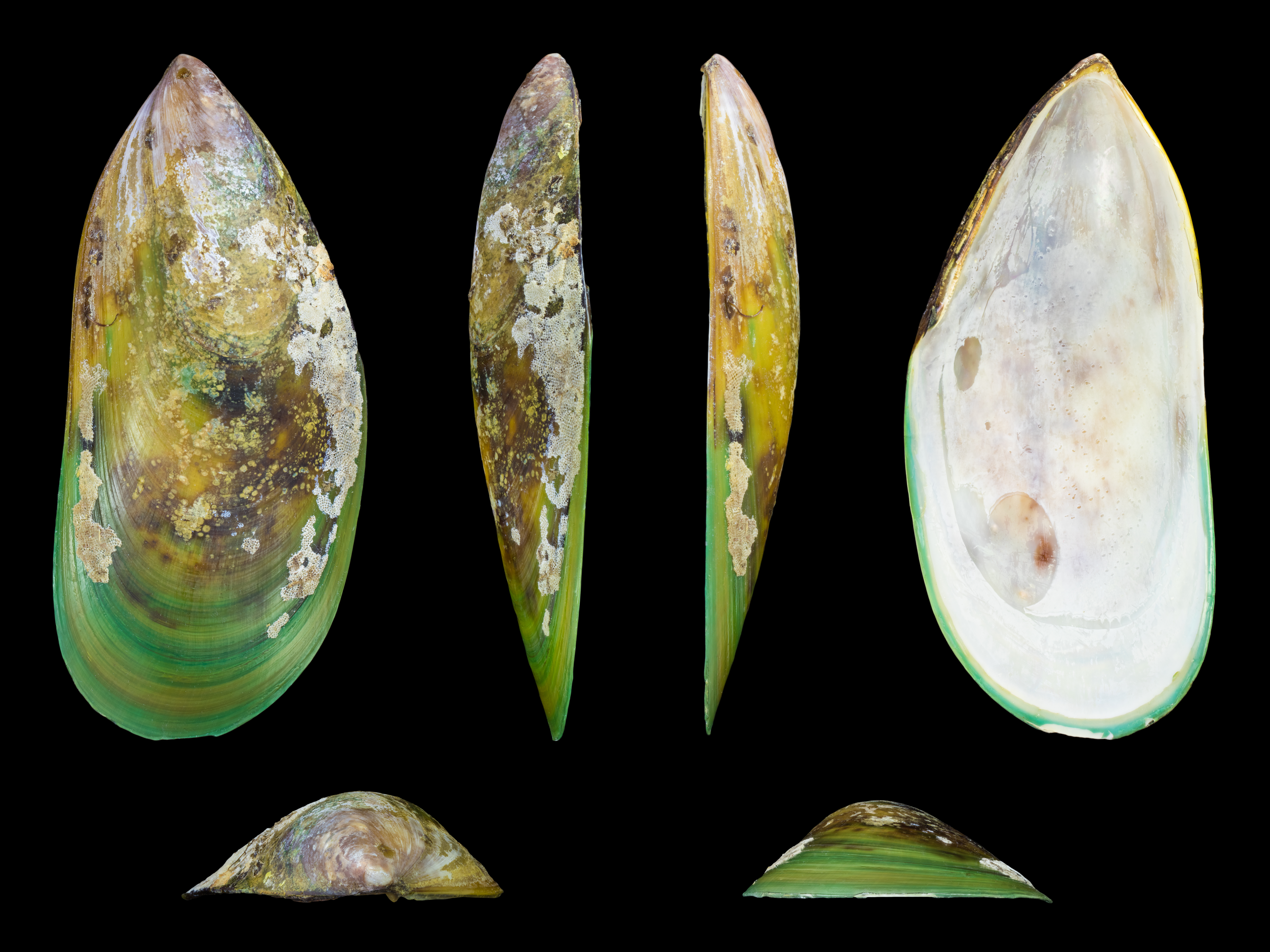
Valva izquierda
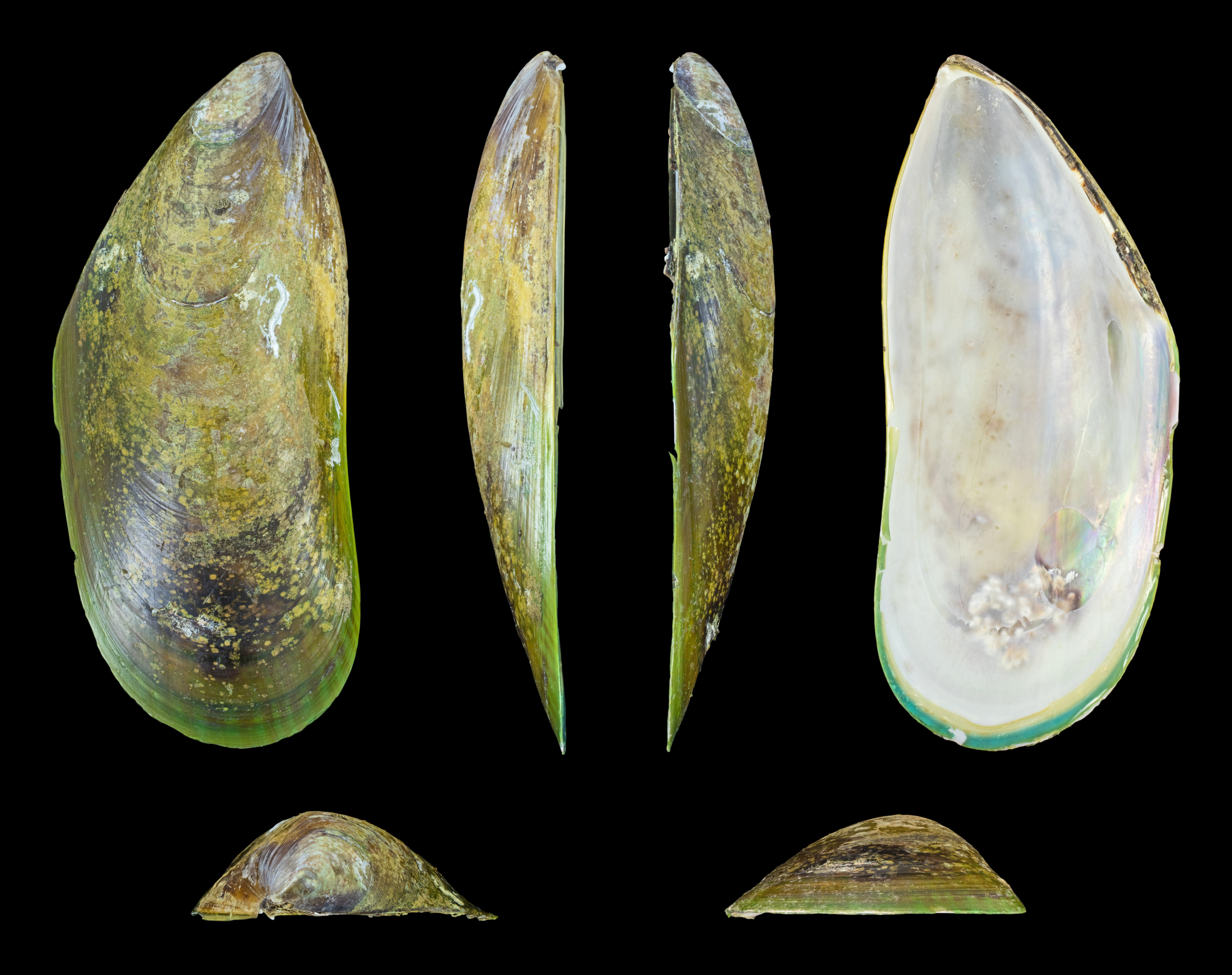
Valva derecha

## Hábitat y distribución
El mejillón verde asiático se encuentra en las aguas costeras de la región  Indo-Pacífica. Sin embargo, los mejillones se introducen en otras áreas como especies invasoras a través de cascos de embarcaciones y agua de lastre.
El mejillón verde habita ambientes estuarinos, en la zona marina intertidal y tidal. encontrándose en densidades de hasta 35.000 individuos / metro cuadrado, sobre cualquier objeto marino sumergido. Aunque tienen una apariencia de color verde intenso, los mejillones están cubiertos de sustrato y organismos siendo difícil encontrarlos. Los mejillones viven en aguas de 11- 32 °C  con un amplio rango de salinidad, alrededor de 18-33 ppt. P. viridis crece más rápido a  2 metros por debajo de la superficie, con altas concentraciones de  salinidad y fitoplancton, aunque puede tolerar un rango de salinidad y agua turbia.

## Ecología e historia de vida.

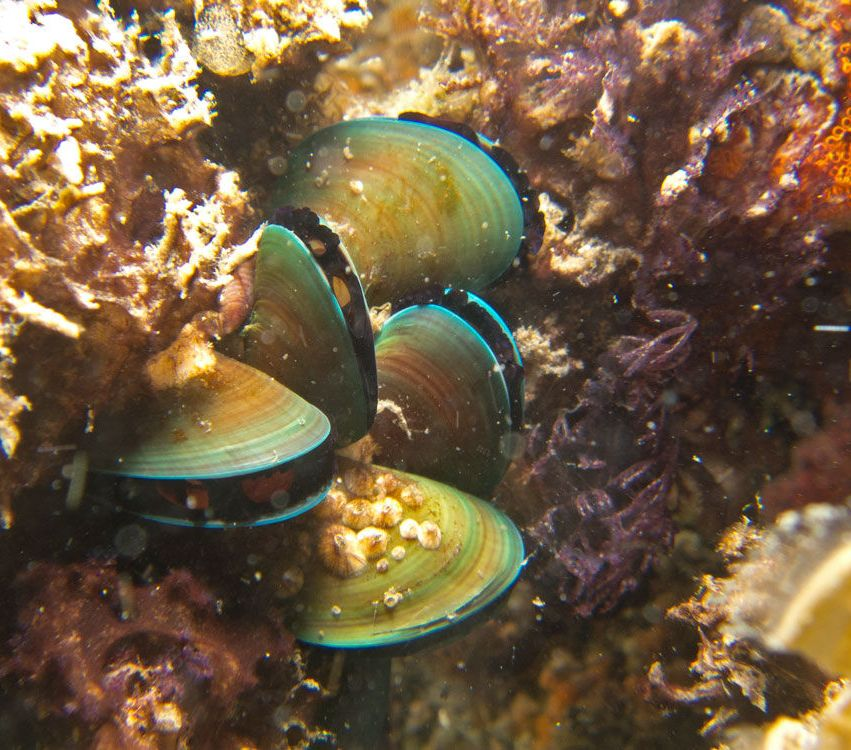
Un grupo de Perna viridis adherido a un sustrato rocoso

El mejillón verde asiático es gonocórico y posee fecundación externa. Hay muy pocos hermafroditas funcionales (<0,1%). Se demostró que el desarrollo sexual del mejillón se ve afectado por la temperatura. El desove normalmente ocurre dos veces al año entre: principios de primavera y finales de otoño; sin embargo, se sabe que los mejillones que se encuentran en Filipinas y Tailandia desovan durante todo el año. El cigoto se transforma en larva de 7 a 8 horas después de la fertilización. Las larvas permanecen en la columna de agua durante 10 a 12 días antes de sufrir la metamorfosis en un juvenil y asentarse en una superficie. Los juveniles alcanzan la madurez sexual cuando tienen 15-30 mm de longitud, alcanzando ese tamaño entre 2 a 3 meses. El crecimiento está influenciado por:  la disponibilidad de alimentos, la temperatura, el movimiento del agua,  la edad del mejillón y el enjaulamiento. El cultivo en jaulas puede evitar la entrada de depredadores y los percebes aumentan la comerciabilidad pero ralentizan la tasa de crecimiento del mejillón. El adulto puede vivir hasta 2-3 años. Debido a su rápido crecimiento, puede superar a otros organismos incrustantes y provocar cambios en las relaciones ecológicas marinas.
Este mejillón es un filtro que se alimenta de fitoplancton, zooplancton y materiales orgánicos en suspensión. Son predados por peces, crustáceos, estrellas de mar, pulpos y humanos.

## Importancia para los humanos

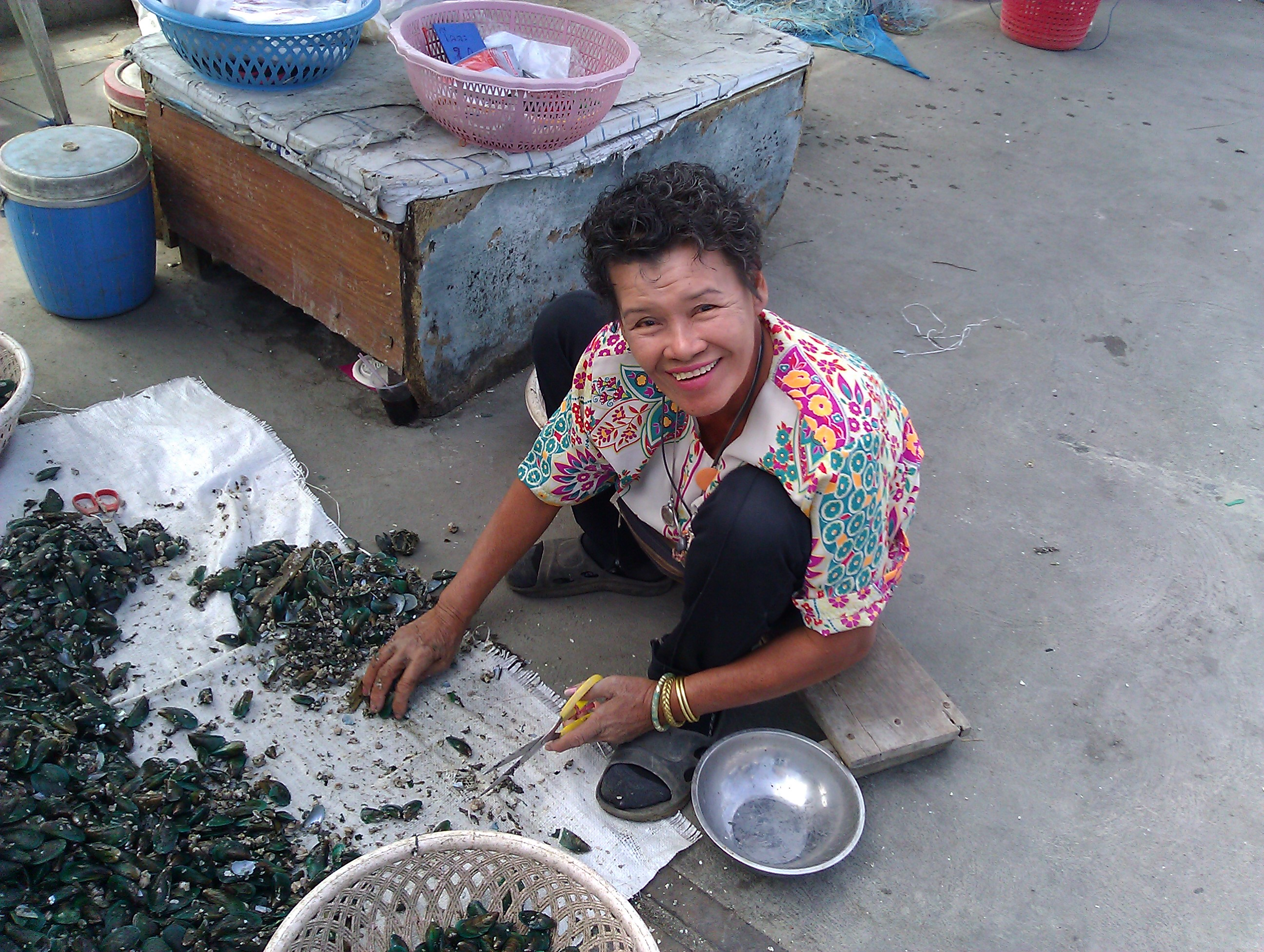
Un trabajador en Chonburi, Tailandia, cortando las barbas y quitando los percebes de los mejillones verdes asiáticos

El mejillón verde se cultiva en la región del Indo-Pacífico como fuente de alimento debido a su rápido crecimiento. Sin embargo, puede albergar saxitoxina, una toxina mortal producida por los dinoflagelados de los que se alimenta. También se puede utilizar como biomonitor para indicar la contaminación causada por metales pesados, organoclorados y derivados del petróleo. Los mejillones que se encuentran en áreas contaminadas tienen membranas lisosomales lábiles debido al estrés inducido por metales.
Este mejillón también es conocido por obstruir las tuberías de agua utilizadas por los complejos industriales y ensuciar los equipos marinos. Ha ensuciado los túneles del condensador de entrada de centrales eléctricas en India y Florida y las boyas de navegación en China, donde su biomasa ha crecido hasta los 72 kg. Se demostró que la cloración de tuberías y el uso de agua a alta velocidad disminuyen o eliminan la población de P. viridis. Sin embargo, el mejillón excreta amoníaco que reacciona con el cloro para formar monocloramina, un desinfectante más débil que el cloro. El amoníaco también puede acelerar la corrosión de las aleaciones a base de cobre que se encuentran en las tuberías de agua. El tratamiento térmico también se está considerando como una alternativa a la cloración debido a las preocupaciones ambientales y de seguridad planteadas por este último método.
Como especie invasora, el molusco se considera una amenaza para la pesca de ostras en varias naciones donde se ha introducido. También podría desplazar a los mejillones nativos al introducir parásitos y enfermedades dañinas.
El mejillón verde es una especie comestible y se usa ampliamente en varias cocinas asiáticas.